# 2-й Уманський полк кінних запорожців
2-й Уманський полк кінних запорожців — підрозділ кінноти Армії УНР.

## Історія
Кінний Запорізький полк було сформовано у січні 1920 р. у складі Запорізької збірної дивізії з бійців колишнього 3-го кінного полку, кінної сотні ім. Петра Сагайдачного та гайдамацьких підрозділів. Пізніше до нього ще включено сотню кінного полку ім. Костя Гордієнка. У вересні 1920 р. полк передано до складу Окремої кінної дивізії, де він отримав порядковий номер 2, а згодом і назву “Уманський”. Окрему кінну дивізію поділено на дві бригади: 1-у бригаду склали 1-й кінний Лубенський полк ім. Максима Залізняка і 2-й кінний Уманський Запорізький; 2-у бригаду – 3-й кінний Чигиринський ім. гетьмана Богдана Хмельницького полк і 4-й кінний Ніжинський ім. кошового отамана Івана Сірка полк. У листопада 1920 р. Армія УНР перетнула кордон із Польщею і була інтернована. Окрему кінну дивізію розмістили у Вадовицях.

## Символіка
Прапор 2-го полку кінних запорожців становить собою прямокутне полотнище, розміром 62х77 см. На одній стороні нашитий людський череп із двома покладеними під ним навхрест кістками, вище півколом іде текст “Кінні Запоріжці”, а вгорі – Тризуб із хрестом над середнім зубом. На зворотній стороні також зображення черепа з кістками, а вище півколом іде текст: “На смерть за Україну”. Всі написи і зображення вирізані з чорного сукна і апліковані на полотнищі. Від сторони древка на прапорі залишилися плями, які в каталожній картці значаться як сліди крові прапороносця. Також вказано, що прапор втратив під час боїв обшивку з тороків (бахрому), китиці та жмут кінського волосся, що “на взір козацьких бунчуків було прикріплене до списа при держаку”. Тому стараннями колишніх бійців полку було вирішено відновити первісний вигляд прапора, хоча фактично полотнище лише обшито новою золотистою бахромою.
Жовтий колір використовувався як ідентифікаційний для підрозділів кінноти. Подібний прапор для 1-го кінного полку ім. Максима Залізняка був споряджений А. Марущенком-Богдановським десь у вересні 1920 р. (Марущенко-Богдановський датує це серпнем, однак порядковий номер полку на 1-й змінено саме у вересні 1920 р.). Він також мав жовте полотнище, хоча й був більшого розміру – десь біля 1х1,5 м. На одній стороні прапора подано назву підрозділу: “1-й кінний полк імені Максима Залізняка”, малий Тризуб угорі і дату “1918” унизу; на звороті: посередині великий Тризуб, унизу перехрещені 2 шаблі вістрями додолу, а вгорі з трьох боків літери “У. Н. Р.”. Написи та зображення були темносинього кольору і також, які можна судити за фотографіями, виконані в техніці аплікації.
Натомість сюжет “мертвої голови” відомий також з прапора полку Чорних запорожців. За різними свідченнями цей прапор був чорним зі сріблястим обшиттям. З одного боку мав нашите гасло “Україна або смерть”, під яким – череп над покладеними навхрест кістками, а на звороті була назва полку та срібний Тризуб.
Окремі прапорці меншого розміру мали й сотні, що входили до складу кінних полків.
Загалом, як згадували сучасники, справа стягів в нашій армії була дуже занедбана”. Хоча й робилися спроби регламентувати вигляд різних прапорів, однак дуже часто ці питання вирішувались в підрозділах на власний розсуд, як схоже сталося і з прапором 2-го Уманського полку кінних запорожців.